# 麻生情報ビジネス専門学校福岡校
麻生情報ビジネス専門学校福岡校（あそうじょうほうビジネスせんもんがっこうふくおかこう）は、学校法人麻生塾が運営する学校の一つ。福岡県福岡市博多区博多駅南にキャンパスを置く、私立の専門学校。塾長は麻生泰。理事長は麻生健。
1986年（昭和61年）に麻生電子ビジネス専門学校として創立し、その後2003年（平成15年）から現校名となった(正式には麻生情報ビジネス専門学校で、福岡校はつかない。)略称は情報ビジネスまたは情報、アルファベットではABCCと表記する。

## 概要
九州最大の全10学科を運営している。分野や専攻がそれぞれある。
世界規模の一流企業と提携しており、Microsoft、KDDI、ソフトバンクグループなどの東証1部上場企業もバックアップしている。

## 学科・コース
※全て全日制
- 情報工学科(4年制)

　AI&IoT専攻
　高度ネットワーク・セキュリティ専攻
　高度ITシステム専攻
- 情報システム専攻科(3年制)

　AIエンジニア専攻
　ネットワークエンジニア専攻
　ネットワークエンジニア専攻アドバンスコース
　システムエンジニア専攻
　システムエンジニア専攻アドバンスコース
- 情報システム科(2年制)

　AIプログラミング専攻
　ネットワーク専攻
　ネットワーク専攻アドバンスコース
　プログラミング専攻
　プログラミング専攻アドバンスコース
- 経営ビジネス科(2年制)
- ビジネスエキスパート科(2年制)
- 情報ビジネス科(2年制)
- 経理科(2年制)
- 経理専攻科(1年制)
- 国際ビジネス科(2年制)
- 国際ITエンジニア科(3年制)

## 年間行事
- 4月 入学式 (アクロス福岡)※福岡校7校合同(麻生工科自動車大学校を除く)
- オリエンテーション
- スポーツ大会
- 県人会
- 12月 学園祭
- 3月 卒業式

## 部活動
サッカー部、テニス部、バレー部、バスケット部、野球部、バドミントン部など。